# André Castagnou
André Castagnou (1889-1942) est un poète, traducteur et critique littéraire français.
En 1918, il traduit une anthologie poétique du grec Sotiris Skipis (1879-1952) en compagnie de Philéas Lebesgue.
L’Académie française leur décerne le prix Jules-Janin en 1920.
Dans les années 1920-1930, il collabore à de nombreux périodiques en tant que critique littéraire, se spécialisant dans la poésie, proche d'auteurs comme Louis Le Cardonnel ou Paul Léautaud qui le choisit pour figurer dans la dernière édition de Poètes d'Aujourd'hui (1929). Castagnou publia la plupart de ses propres poèmes dans la revue du Mercure de France ainsi que nombre de critiques. 
Il fut également réputé à cette époque pour ses traductions parues dans Le Figaro d'écrivains grecs, italiens ou tchèques et collabora à La Revue des études historiques.
Il fut marié avec Junia Letty qui tint entre 1921 à 1929 la rubrique "La Grande Roue" dans la revue libérale Le Flambeau, et avec laquelle il eut un fils, Didier.
On connaît un portrait au crayon de lui par Giorgio de Chirico qui le qualifiait de « travailleur infatigable ».
Relations d'André Castagnou, avec Paul Léautaud.

## Livres publiés
- Les Quatre Saisons [1908-1922], Éditions Spolète, 1923 - rééd. en 1964 par André Thérive
- Diana, roman, Plon, 1927